# A budapesti Katona József Színház 2013/2014-es színházi évadja
A budapesti Katona József Színház 2013/2014-es évadja a teátrum szócikkéhez kapcsolódó fejezet. Az évadnyitó társulati ülés időpontja: augusztus 21. Ekkor osztották ki a Vastaps Alapítvány díjait is.

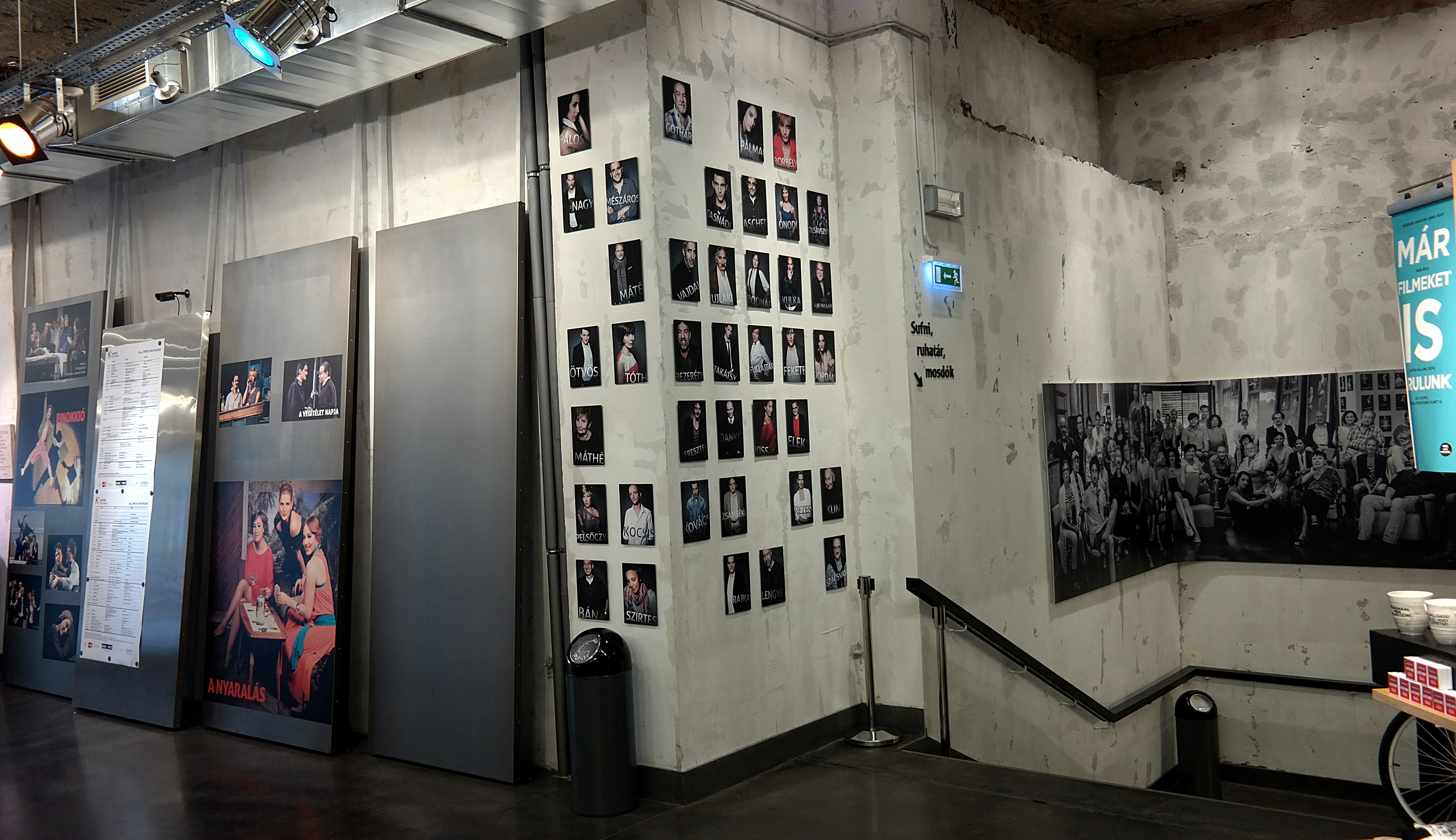
Fogadótér

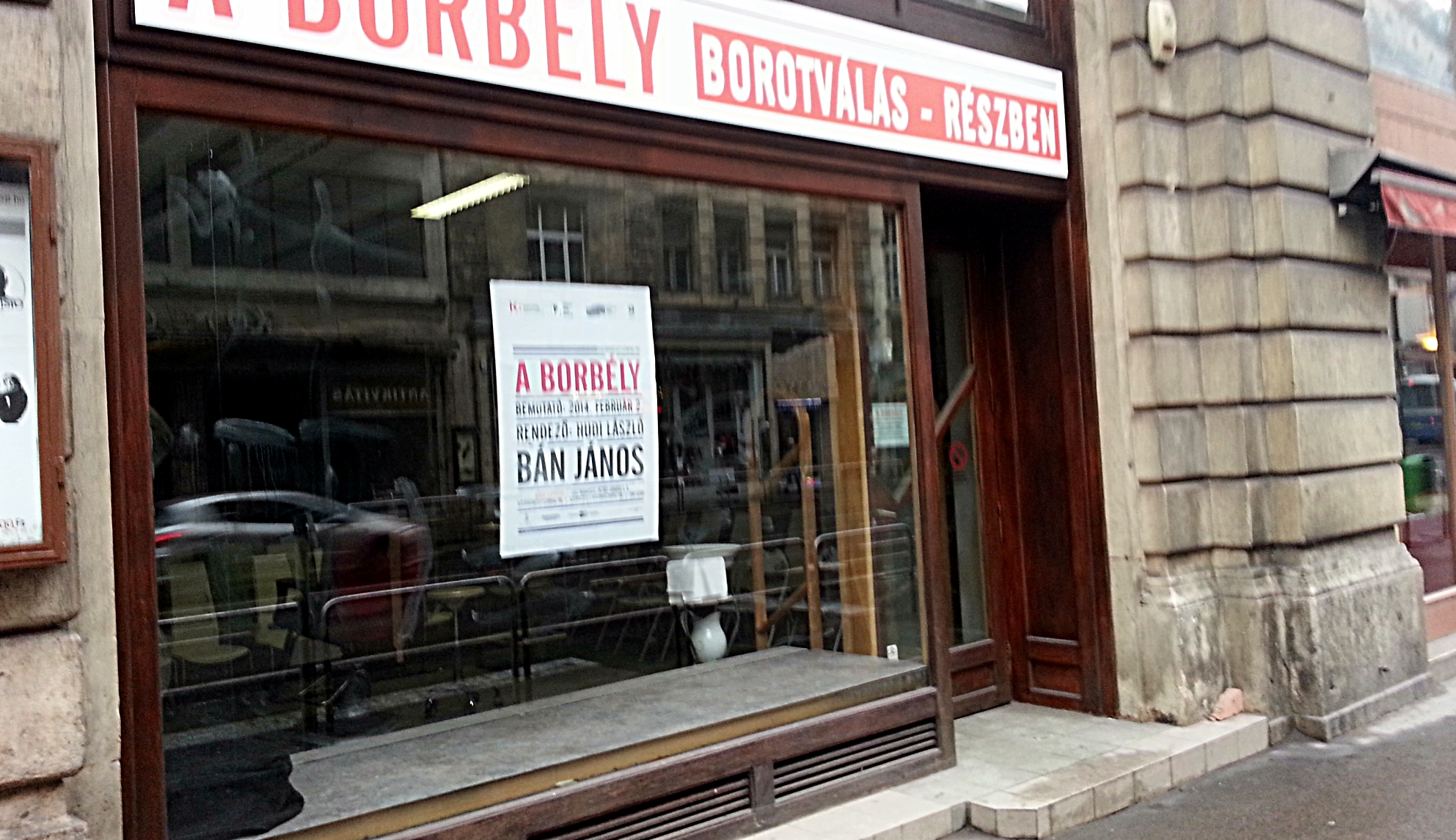
Különleges helyszín: Egy Kossuth Lajos utcai üres üzlet

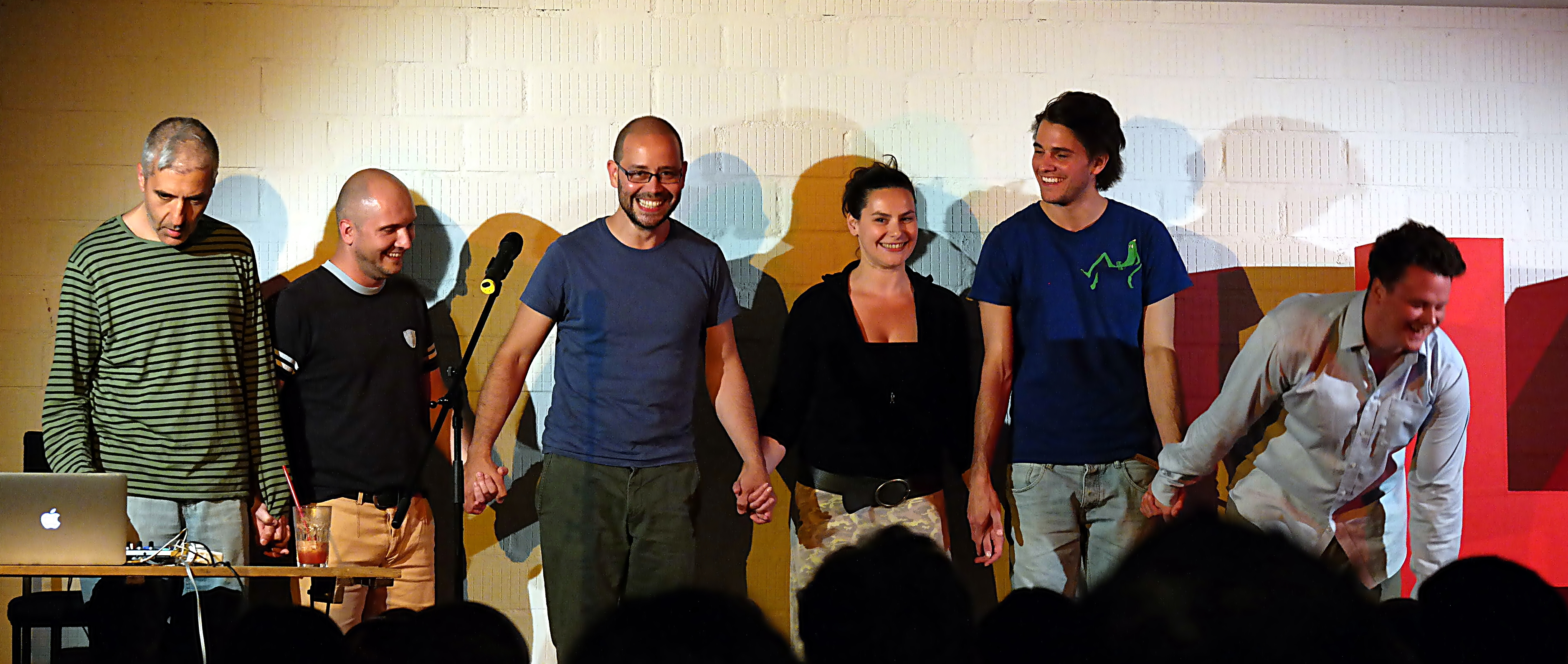
Színiszlem – 2014. Tapsrend:
Vajdai Vilmos, Dankó István, Máthé Zsolt,
Péter Kata, Tusnádi Bence, Ötvös András

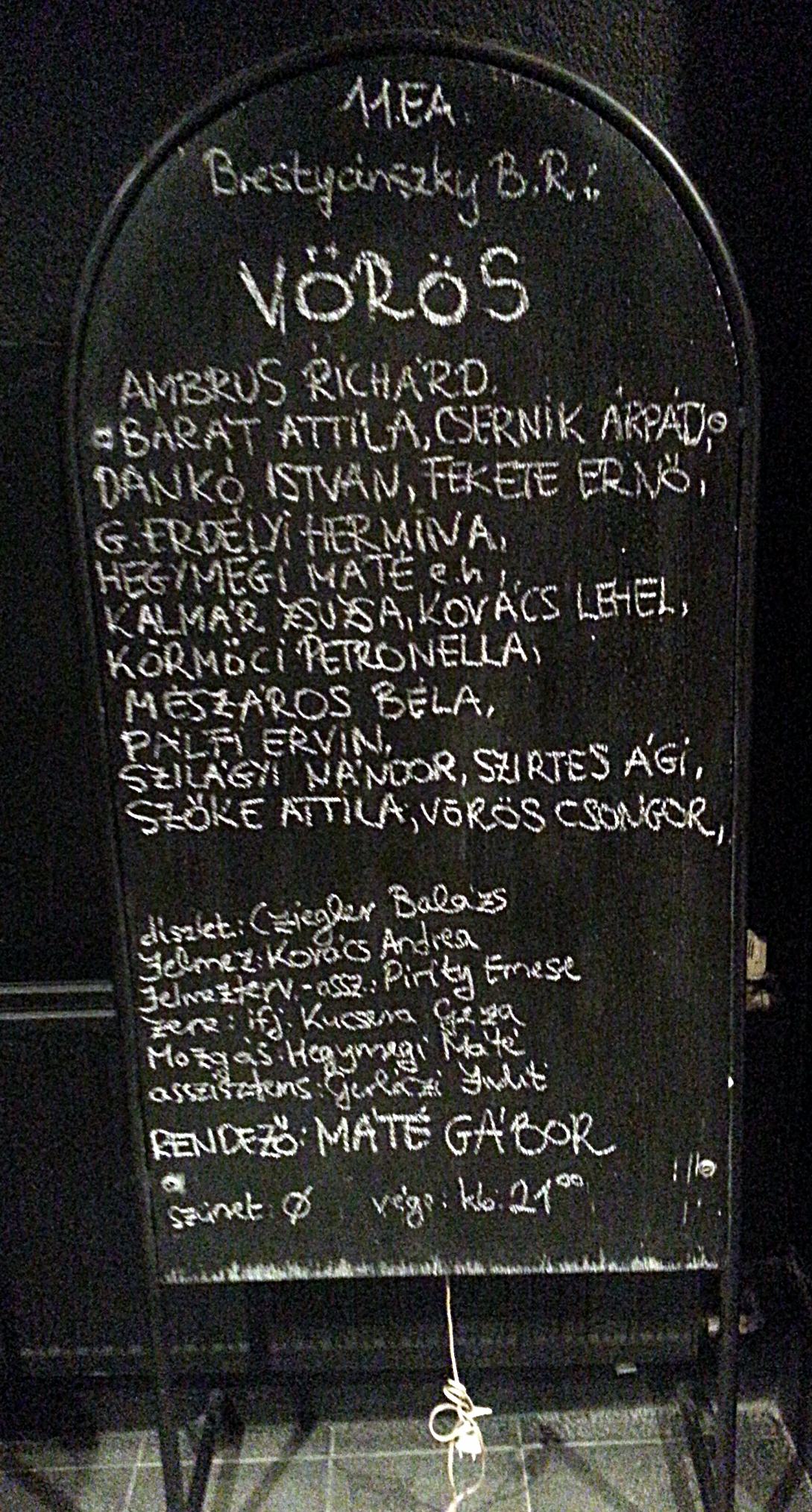
2014. február 20.

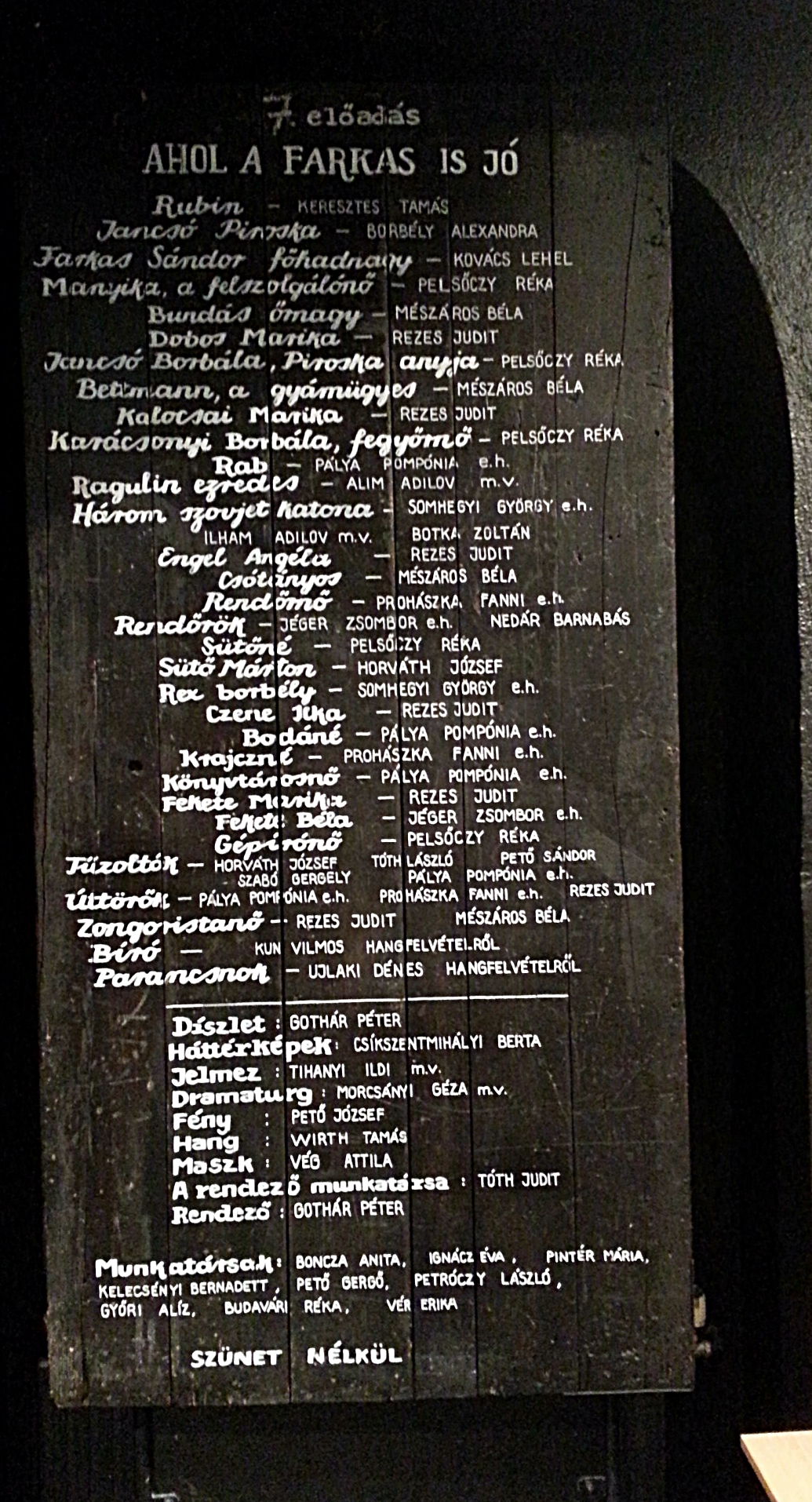
2014. április 7..

## A társulat tagjai 2013-ban
- Ascher Tamás főrendező
- Bán János
- Bezerédi Zoltán
- Bodnár Erika
- Borbély Alexandra
- Dankó István
- Elek Ferenc
- Fekete Ernő
- Fullajtár Andrea
- Gothár Péter rendező
- Haumann Péter
- Jordán Adél
- Keresztes Tamás
- Kiss Eszter
- Kocsis Gergely
- Kovács Lehel
- Kulka János
- Kun Vilmos
- Lengyel Ferenc
- Mattyasovszky Bence ügyvezető igazgató
- Máté Gábor igazgató, színész, rendező
- Máthé Erzsi
- Mészáros Béla
- Nagy Ervin
- Olsavszky Éva
- Ónodi Eszter
- Ötvös András
- Pálmai Anna
- Pálos Hanna
- Pelsőczy Réka
- Radnai Annamária dramaturg
- Rajkai Zoltán
- Rezes Judit
- Sáry László zenei vezető
- Szacsvay László
- Szirtes Ági
- Takátsy Péter
- Tasnádi Bence
- Tóth Anita
- Török Tamara dramaturg
- Ujlaki Dénes
- Vajdai Vilmos
- Zsámbéki Gábor rendező

## Bemutatók
Katona
- A végítélet napja: Bemutató időpontja: 2013. október 19.[1]
- Illaberek: Bemutató időpontja: 2013. november 29.[2]
- Fényevők: A bemutató időpontja: 2014. február 15.[3]
- Godot-ra várva: A bemutató időpontja: 2014. április 26.[4]

Kamra
- Vörös: Bemutató időpontja: Szabadka-2013. október 4.; Kamra-2013. november 8.[5][6]
- Az iglic: Bemutató időpontja: 2013. október 18.[7][8]
- Ahol a farkas is jó: A bemutató időpontja: 2014. február 14.[9]
- Marat/Sade: A bemutató tervezett időpontja: 2014. április 25. (A bemutat -a rendező betegsége miatt- a következő évadra halasztották.[10]

Sufni
- Szép napok Bemutató időpontja: 2014. január 24.[11][12]

Osztálytermi előadás
- Üvegfal mögött Bemutató időpontja: 2013. november 28.[13]

Egy Kossuth Lajos utcai üres üzlethelyiségben
- A borbély Bemutató időpontja: 2014. február 2.[14][15]

## További repertoár darabok
| - Elnöknők: Bemutató időpontja: Kamra 1996. május 18. - Portugál: Bemutató időpontja: Kamra 1998. október 18. - Top Dogs: Bemutató időpontja: Kamra 2002. április 20. - A hős és a csokoládékatona Bemutató: 2009. április 24. - Mennyekbe vágtató prolibusz. Fekete Ernő Weöres Sándor estje. Bemutató: 2010. március 10. - Tersánszky Józsi Jenő-Grecsó Krisztián: Cigányok. Bemutató: 2010. október 15. Rendező: Máthé Gábor Színlap - Platón: Szókratész védőbeszéde Színlap - Csalog Zsolt: Csendet akarok. Bemutató: 2010. december 19. Rendező: Zsámbéki Gábor - Molière: A mizantróp. Bemutató: 2011. január 28. Rendező: Zsámbéki Gábor Színlap - Torsten Buchsteiner: Nordost. Bemutató: 2011. április 28. Rendező: Forgács Péter m.v. Színlap - Tadeusz Słobodzianek: A mi osztályunk. Bemutató: 2011. október 7. Rendező: Máté Gábor. A színlap - Büchner-Tom Waits: Woyzeck. Bemutató: 2011. november 4. Rendező: Ascher Tamás A színlap - Gorkij: Kispolgárok. Bemutató: 2012. január 20. Rendező: Zsámbéki Gábor. A színlap - Musik, musik, musik. A Művészetek Palotájával közös produkció. Bemutatója 2012 március 20. Rendező: Pelsőczy Réka. A színlap | - Virágos Magyarországért - Új magyar operett. Bemutató: 2012. április 27. Rendező: Kováts Dániel. A színlap - Thomas Bernhard: Heldenplatz/ A bemutató időpontja: 2012. október 12. Rendező: Bagossy László. - Parti Nagy Lajos: Pinokkió/ A bemutató időpontja: 2012. október 19. Rendező: Ascher Tamás. - Kerékgyártó István: Rükverz/ A bemutató időpontja: 2013. január 25. Rendező: Máté Gábor. - Goldoni: A nyaralás/ A bemutató időpontja: 2013. január 26. Rendező: Mohácsi János. - Mosonyi Aliz: Magyar mesék - Bodnár Erika előadóestje/ A bemutató: 2013. február 17. - Bagatell - Bezerédi Zoltán előadóestje/ A bemutató időpontja: 2013. március 2. - Marius von Mayenburg: Mártír/ A bemutató időpontja: 2013. április 26. Rendező: Dömötör András. - Ibsen: A nép ellensége/ A bemutató időpontja: 2013. április 27. Rendező: Zsámbéki Gábor. - Pianinó. Szacsvay László Szép Ernő-estje / A bemutató időpontja: 2013. május 10. - Dan Lungu-Török Tamara: Egy komcsi nyanya vagyok! Monodráma - Előadó: Csoma Judit / A bemutató időpontja: 2013. május 17. - Elv-társak - Notóriusok 30.4 A bemutató időpontja: 2013. május 31. |

## A bemutatók vendégművészei és egyetemista közreműködői, alkotói
| - A végitélet napja: - Bagossy László rendező - Bagossy Levente díszlettervező - Ignjatovic Kristina jelmeztervező - Darvas Ferenc zenei vezető - A fényveők: - Csoma Judit, Mészáros Piroska színész. - Khell Zsolt díszlet - Szakács Györgyi jelmez - Godot-ra várva. - Khell Zsolt díszlet - Szakács Györgyi jelmez - Horkay Barnabás egyetemi hallgató mozgás. - Vörös. A Szabadkai Népszínház Magyar tagozatának művészei - Ambrus Richárd, Baráth Attila, Csernik Árpád, G. Erdélyi Hermina, Hegymegi Máté, Kalmár Zsuzsa, Körmöci Petronella, Pálfi Ervin, Szilágyi Nándor, Szőke Attila, Vörös Csongor, Ábrahám János | - Az iglic. - Tengely Gábor rendező - /Cziegler Balázs díszlettervező - Tihanyi Ildikó jelmez-báb - valamint a Budapest Bábszínház színészei. - Ahol a farkas is jó. Tihanyi Ildikó jelmez. Színészek: Alim Adilov; egyetemi hallgatók: Jéger Zsombor, Pálya Pompónia, Prohászka Fanni, Somhegyi György. - Szép napok. - Székely Kriszta vizsgarendezése - Kovács Nóra Patrícia díszlet - Szlávik Juli jelmez |

## Külföldi vendégszereplések
- Olsztyn: Musik, Musikk, Musique
- Reims: Anamnesis
- Torino: Woyzeck
- Bécs: Anamnesis
- Temesvár: 
  - Én egy komcsi nyanya vagyok
  - Vörös
- Pozsony: Rükverc

## Jubiláló előadások
- 2013. december 16. Top Dogs 325. előadás
- 2014. január 11. A hős és a csokoládé katona 100. előadás
- 2014. január 21. Portugál 350. előadás
- 2014. január 24. A mizantróp 50. előadás
- 2014. április 3. A nép ellensége 25. előadás
- 2014. május 24. A mi osztályunk 100. előadás

## Búcsúzó repertoár darabok
- 2014. március 26. A hős és a csokoládé katona
- 2014. március 31. Woyzeck
- 2014. május 10. Pinokkió
- 2014. május 18. Nordost
- 2014. április 15, Elv-társak – Notóriusok 30.4
- 2014. június 6.: Cserenadrág

## Vendégszereplések a "Katonában"
- Parti Nagy Lajos: A hét asszonya – Sorsmonológok, Csákányi Eszter előadásában[31]
- Japán Alapítvány Rakugo történetek
- Hamlet. A sepsiszentgyörgyi Tamási Áron Színház vendégjátéka.[32]
- Marlene. Magyar Éva előadóestje

## Beugrások
- Kerekes Éva: A végítélet napja (Fullajtár Andrea sérülése miatt)
- Bodnár Erika betegsége miatt
  - Czakó Klára: A nép ellensége
  - Egri Márta: A virágos Magyarország

## Katona+

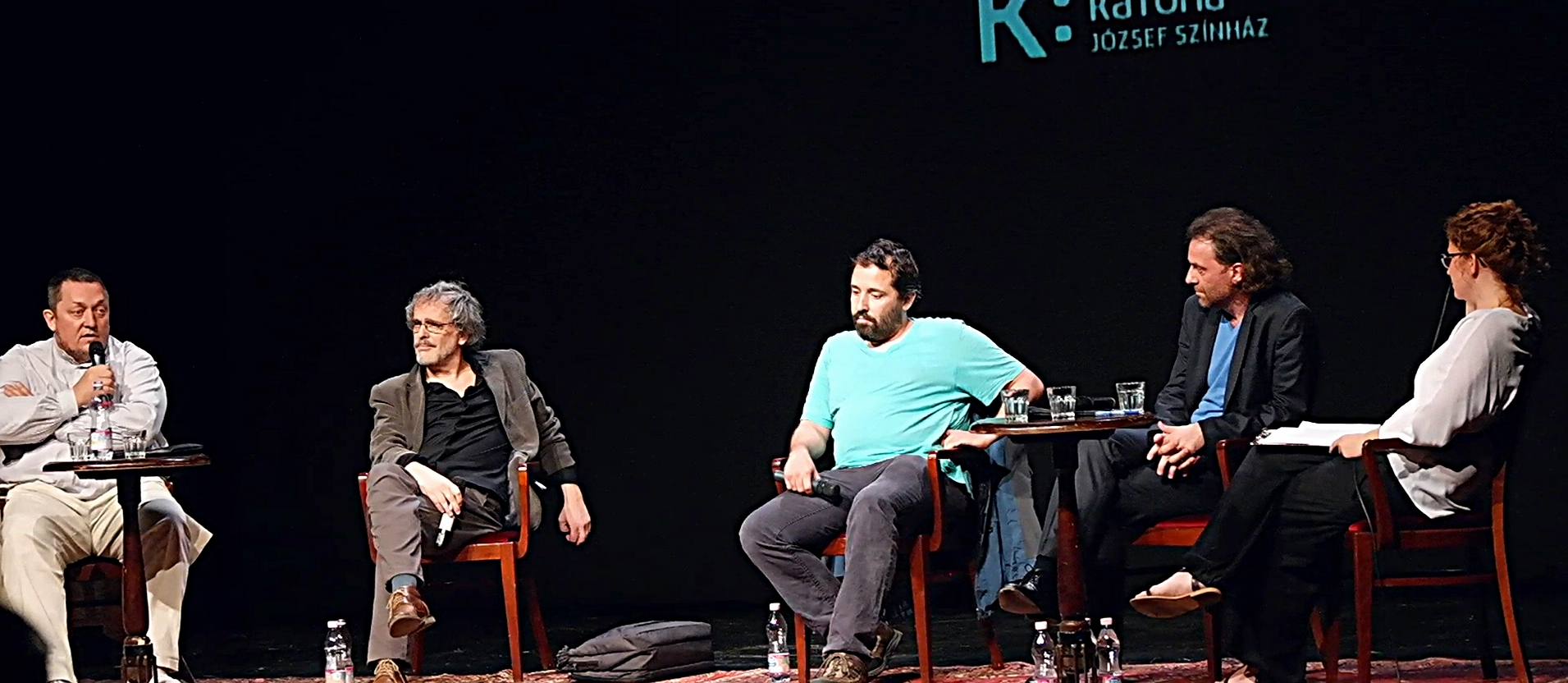
(KP4): A vitázó felek és a moderátor.
Vidnyánszky Attila, Ascher Tamás, Schilling Árpád, Oberfrank Pál, Veiszer Alinda

- Kp – Kultúrpolitika. Veiszer Alinda vitaműsorai
  - (KP1): A művészeti akadémiákról. Vitapartnerek: Jankovics Marcell rendező, a Magyar Művészeti Akadémia elnökségi tagja; Makk Károly a Széchenyi István Irodalmi – és Művészeti Akadémia elnöke, Skardelli György építész, mindkét akadémia tagja Valamint Ferencz Győző költő, Széchenyi István Irodalmi – és Művészeti Akadémia főtitkára
  - (KP2): A pártok kulturális programjaikról. Vitapartnerek: L. Simon László (Fidesz), Karácsony Gergely (Kormányváltás pártszövetség), Komlósi Csaba (LMP) és Inkei Péter kultúrakutató.
  - (KP3): A színházi kritikáról: Vitapartnerek: Koltai Tamás, Pethő Tibor, László Ferenc, Ugrai István valamint Novák Eszter (rendező).
  - (KP4): Vita a politikai színházról[33]

## Díjak
- Színikritikusok Díja (2012/2013-jelölés)
  - A legjobb előadás. A nép ellensége. Rendező: Zsámbéki Gábor
  - A legígéretesebb pályakezdő: Tasnádi Bence
- POSZT 2014 jelölések
  - Vörös
  - Fényevők
- POSZT 2014 díjazottak
  - Ascher Tamás: A legjobb rendezés (Fényevők)
  - Jordán Adél: A legjobb mellékszereplő (Fényevők)
- A Young and Rubicam reklámügynökség és a színház közös, kreatív projektje három kategóriában nyerte el a legelfogadottabb magyar reklámszakmai díjat, az Arany Pengét. A különdíjat is a Gifszínháznak ítélte oda a zsűri.
- PUKK-díj: Tóth Anita
- Máthé Erzsi-díj: Pálmai Anna
- Magyar Színházak XXVI. Kisvárdai Fesztiválja
  - Budapest Főváros Önkormányzat díja. a történelmi múlt drámai feldolgozásáért: Vörös
  - Az Emberi Erőforrások Minisztériumának díja: G. Erdélyi Hermina, a Szabadkai Népszínház Magyar Társulatának tagja, többek között a Vörös című darabban nyújtott alakításáért.
- Vastaps Alapítvány (2013*2014)
  - Ascher Tamás: A legjobb rendezés (Fényevők)
  - Szirtes Ági (Szép napok)
  - Borbély Alexandra (Ahol a farkas is jó)
  - Keresztes Tamás (A végítélet napja)
  - Jordán Adél (Fényevők)
  - Kocsis Gergely (Godot-ra várva, A végítélet napja)
  - Dinyés Dániel – Különdíj- (Opera-beavató sorozat)